# Maria Ciciszwili
Maria Ciciszwili (ur. 9 kwietnia 1768, zm. 30 marca 1850) – małżonka ostatniego króla Kartlii i Kachetii (Gruzji Wschodniej) Jerzego XII. 

## Życiorys
Pochodziła z książęcego gruzińskiego rodu Ciciszwili. Jej ojciec Giorgi Ciciszwili był wojskowym. W wieku piętnastu lat wyszła za mąż za królewicza Jerzego, następcę tronu Kartlii i Kachetii. Jerzy prawdopodobnie szczerze zakochał się w młodej dziewczynie; ożenił się z nią natychmiast po upływie tradycyjnego okresu żałoby po swojej pierwszej żonie Ketewan Andronikaszwili. Maria została koronowana na królową szesnaście lat później, gdy Jerzy odziedziczył tron po śmierci swojego ojca Herakliusza II. 
Młoda i niedoświadczona królowa Maria nie zajmowała się sprawami bieżącej polityki i nie wywierała w tym zakresie wpływu na męża. Nie odegrała zatem większej roli w okresie, gdy Gruzja straciła całkowicie niezawisłość i została przyłączona do Rosji. 28 grudnia 1800 Jerzy XII zmarł. W kolejnym miesiącu car rosyjski zdecydował o wcieleniu Gruzji do Imperium Rosyjskiego i mianowaniu generał-gubernatorem tyfliskim (zrusyfikowana nazwa Tbilisi) gen. Karla Knorringa. Wydał on tajny rozkaz o wywiezieniu z Gruzji wszystkich członków królewskiej rodziny Bagratydów, w tym dwóch królowych-wdów: Marii oraz wdowy po Herakliuszu II Daredżan. 12 kwietnia 1801 w katedrze Sioni w Tbilisi oficjalnie odczytany został carski ukaz o inkorporacji Kartlii i Kachetii. Królowa Maria, razem z królową Daredżan i częścią szlachty, bezskutecznie protestowała. Nowa administracja rosyjska pozbawiła ją przysługujących jej dotąd dochodów.
W 1802 car Aleksander I usunął gen. Knorringa z urzędu generał-gubernatora tyfliskiego, widząc jego okrucieństwo wobec miejscowej ludności oraz nadużycia, jakich dopuszczali się rosyjscy urzędnicy. Następcą Knorringa został zrusyfikowany Gruzin gen. Pawieł Cycjanow (Ciciszwili). Nie zmienił on rozkazów o wywiezieniu Bagratydów do Rosji. Maria odmówiła dobrowolnego wyjazdu do Petersburga. W marcu 1803 gen. Iwan Łazariew wtargnął do jej domu, by zmusić ją do wyjazdu. Maria śmiertelnie raniła go sztyletem.
Gruzińska królowa nie została przewieziona do Petersburga, lecz do Biełgorodu. Tam została faktycznie uwięziona w monasterze Narodzenia Matki Bożej. Podobny los spotkał jej córkę Tamarę, która mieszkała dotąd razem z nią i przy próbie wywiezienia raniła oficera policji. Maria i Tamara nie zostały zmuszone do złożenia ślubów mniszych ani nie podlegały rygorom życia monastycznego, zabroniono im jednak wszelkich działań sprzecznych ze zwyczajami klasztornymi. Do Biełgorodu skierowano także synów Marii: Żebraila, Eliasza, Okropira i Herakliusza oraz jej drugą córkę Annę. Maria oraz każde z jej dzieci otrzymało stałą pensję, w przypadku królowej wynosiła ona 1460 rubli rocznie. Królowej początkowo pozwolono także zachować przy sobie gruzińskich służących, następnie zostali oni jednak zmuszeni do wyprowadzki z monasteru, gdyż stała obecność mężczyzn na jego terenie pozostawała w sprzeczności z regułami żeńskiego życia mniszego. Również dzieci Marii od 1804 kolejno wyjeżdżały do Petersburga na naukę, jedynie najmłodszy Herakliusz pozostawał pod opieką matki. W 1808 królowa żaliła się gubernatorowi kurskiemu na brak środków do życia i długi, prosząc o pomoc finansową; nie wiadomo, czy ostatecznie ją otrzymała. Rok później, z uwagi na zły stan zdrowia, Maria otrzymała natomiast zgodę na wyjazdy za miasto.
Maria odzyskała wolność w 1811, gdy car Aleksander I pozwolił jej na przeprowadzkę do Moskwy razem z całą rodziną. Tam też przebywała do śmierci w 1850. Jej ciało zostało przewiezione do Gruzji i pochowane obok męża w katedrze Sioni.